# Gastein Ladies 2014
Gastein Ladies 2014, oficiálně se jménem sponzora Nürnberger Gastein Ladies 2014, byl tenisový turnaj pořádaný jako součást ženského okruhu WTA Tour, který se hrál na otevřených antukových dvorcích místního oddílu. Konal se mezi 7. až 13. červencem 2014 v rakouském lázeňském městě Bad Gastein jako 8. ročník turnaje.
Turnaj s rozpočtem 250 000 dolarů patřil do kategorie WTA International Tournaments. Nejvýše nasazenou hráčkou ve dvouhře měla být světová dvanáctka Flavia Pennettaová z Itálie, která se před zahájením odhlásila. Singlovou soutěž opanovala německá hráčka Andrea Petkovicová po finálové výhře nad Američankou Shelby Rogersovou. Získala tak, po triumfu v roce 2009, druhý badgasteinský titul. Deblová trofej sesterské dvojice Karolíny a Kristýny Plíškových znamenala páté turnajové vítězství z celkového počtu osmi ročníků, které připadlo výhradně zástupkyním českého páru.

## Ženská dvouhra

### Nasazení
| Stát                            | Hráčka                    | WTA | Nasazení |
| ------------------------------- | ------------------------- | --- | -------- |
| Itálie                          | Flavia Pennettaová        | 12. | 1.       |
| Itálie                          | Sara Erraniová            | 14. | 2.       |
| Španělsko                       | Carla Suárezová Navarrová | 15. | 3.       |
| Německo                         | Andrea Petkovicová        | 20. | 4.       |
| Ukrajina                        | Elina Svitolinová         | 35. | 5.       |
| Rakousko                        | Yvonne Meusburgerová      | 38. | 6.       |
| Itálie                          | Camila Giorgiová          | 39. | 7.       |
| Česko                           | Karolína Plíšková         | 50. | 8.       |
| Žebříček WTA k 23. červnu 2014. |                           |     |          |

### Jiné formy účasti
Následující hráčky obdržely divokou kartu do hlavní soutěže:
- Lisa-Maria Moserová
- Yvonne Neuwirthová
- Flavia Pennettaová

Následující hráčky postoupily do hlavní soutěže z kvalifikace:
- Ana Bogdanová
- Irina Falconiová
- Shelby Rogersová
- Laura Siegemundová
- Kateřina Siniaková
- Tereza Smitková
  -  Beatriz Garcíová Vidaganyová – jako šťastná poražená

### Odhlášení
před zahájením turnaje
- Mirjana Lučićová Baroniová
- Flavia Pennettaová
- Lucie Šafářová

## Ženská čtyřhra

### Nasazení
| Stát                                                                        | Hráčka              | Stát      | Hráčka                       | WTA1) | Nasazení |
| --------------------------------------------------------------------------- | ------------------- | --------- | ---------------------------- | ----- | -------- |
| Německo                                                                     | Julia Görgesová     | Itálie    | Flavia Pennettaová           | 57.   | 1.       |
| Česko                                                                       | Karolína Plíšková   | Česko     | Kristýna Plíšková            | 131.  | 2.       |
| Kanada                                                                      | Gabriela Dabrowská  | Polsko    | Alicja Rosolská              | 135.  | 3.       |
| Německo                                                                     | Kristina Barroisová | Řecko     | Eleni Daniilidou             | 148.  | 4.       |
| Slovinsko                                                                   | Andreja Klepačová   | Španělsko | María Teresa Torrová Florová | 227.  | 5.       |
| Žebříček WTA k 23. červnu 2014; číslo je součtem umístění obou členek páru. |                     |           |                              |       |          |

### Jiné formy účasti
Následující páry obdržely divokou kartu do hlavní soutěže:
- Lisa-Maria Moserová /  Laura Siegemundová
- Yvonne Neuwirthová /  Janina Toljanová

Následující pár nastoupil do čtyřhry z pozice náhradníka:
- Paula Ormaecheaová /  Dinah Pfizenmaierová

### Odhlášení
před zahájením turnaje
- Flavia Pennettaová

## Přehled finále

### Ženská dvouhra
- Andrea Petkovicová vs.  Shelby Rogersová, 6–3, 6–3

### Ženská čtyřhra
- Karolína Plíšková /  Kristýna Plíšková vs.  Andreja Klepačová /  María Teresa Torrová Florová, 4–6, 6–3, [10–6]